# Амфитеатр (Безье)
Амфитеатр — античное сооружение, которое расположено во французском городе Безье. Дата основания — I век.

## История

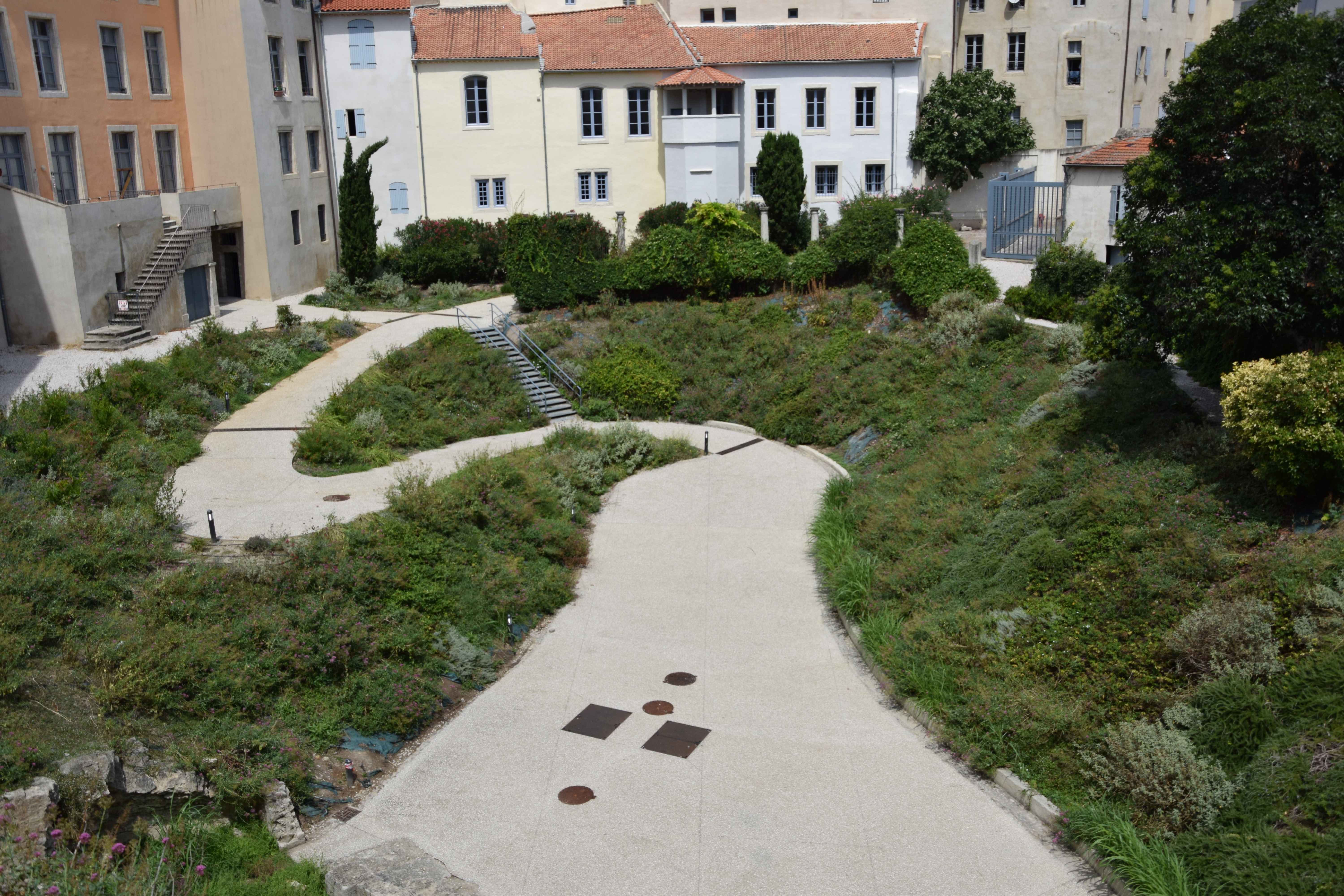
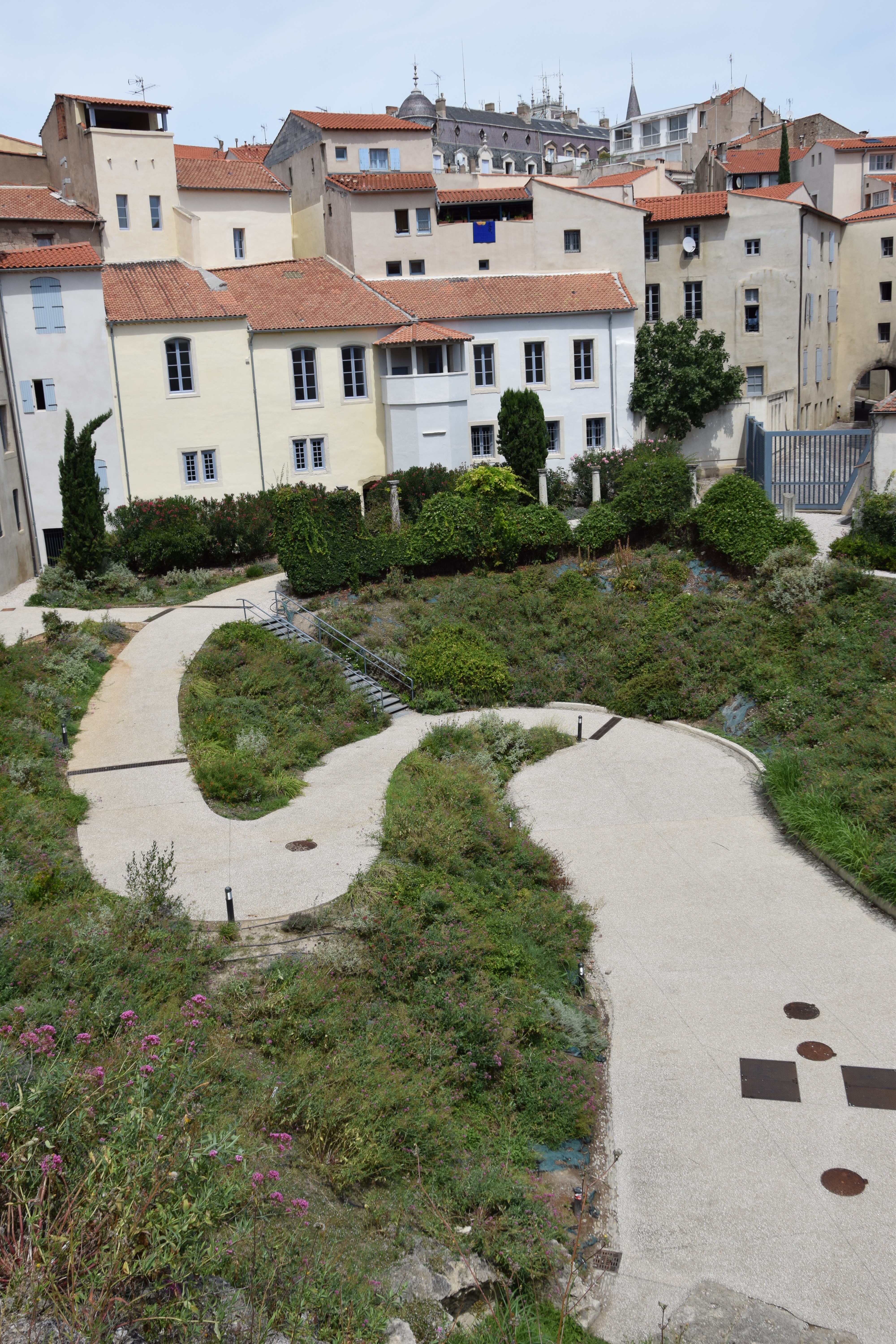
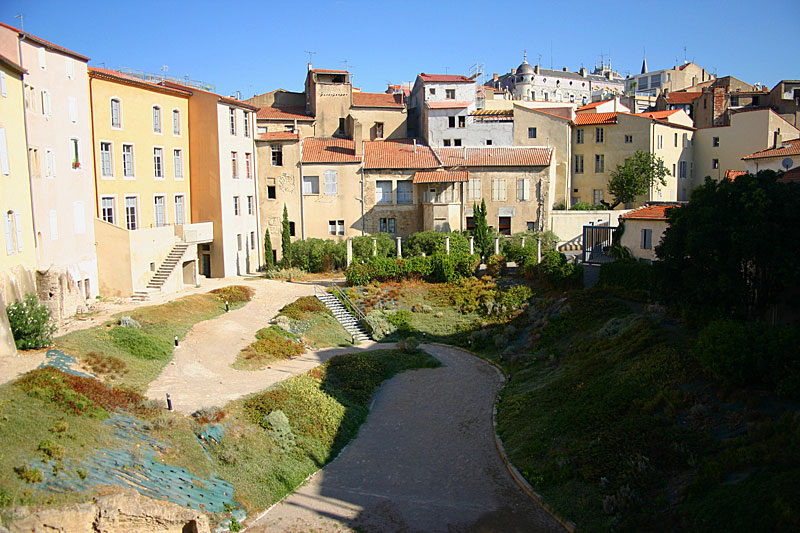
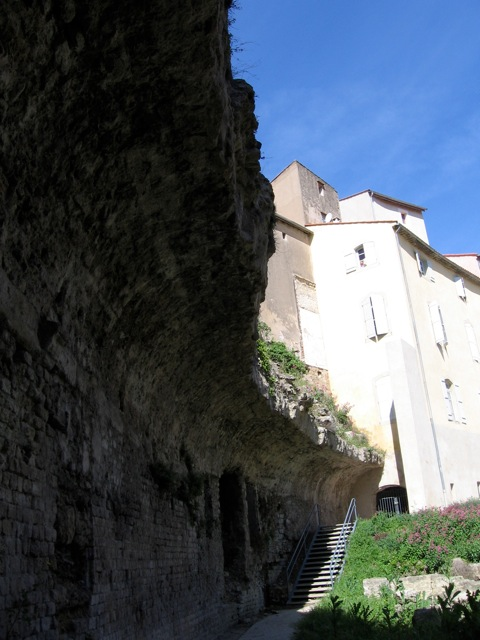
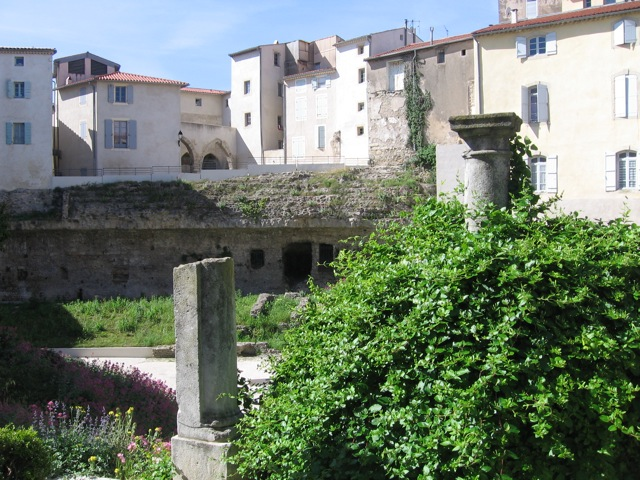

Амфитеатр в французском городе Безье был основан в I веке и считается одной из главных городских достопримечательностей, а также основным античным памятником в городе. Когда-то амфитеатр представлял собой овальные арены, которые были необходимы для проведения гладиаторских боев и разных представлений тех времен. Амфитеатр остался в городе Безье ещё со времен римлян. Строение расположено в городском районе Сен-Жак.
В августе 1892 года на сцене амфитеатра впервые звучала музыка «Паризатис», которая была написана для драмы госпожи Жанны Диёлафуа.
Со временем Амфитеатр был отреставрирован.
Посещение амфитеатра происходит по предварительной договоренности с офисом по туризму.
Амфитеатр вмещал около 15 000 зрителей.
В 1992 году в этом историческом месте были проведены некоторые реставрационные работы. Наличия римского амфитеатра на территории города, позволяет считать Безье одним из самых старых сохранившихся европейских городов. Чтобы пройти к амфитеатру, следует пройти по улице Rue du Moulin à Huile. А чтобы увидеть его сверху, нужно пройти на улицу Rue des Anciennes Arènes.